# رومن زوبنین
رومن زوبنین (روسی: Роман Сергеевич Зобнин؛ زادهٔ ۱۱ فوریهٔ ۱۹۹۴) بازیکن فوتبال اهل روسیه است.
از باشگاه‌هایی که در آن بازی کرده‌است می‌توان به باشگاه فوتبال دینامو مسکو و باشگاه فوتبال اسپارتاک مسکو اشاره کرد.
وی همچنین در تیم ملی فوتبال روسیه بازی کرده‌است.